# Bataille de Boksum
Guerre de Quatre-Vingts Ans
Batailles
- Chronologie de la guerre de Quatre-Vingts Ans
- Valenciennes
- Austruweel
- Rheindalen
- Heiligerlee
- Jemmingen
- Jodoigne
- Brielle
- 1er Flessingue
- Malines
- Goes
- Mons
- Haarlem
- 2e Flessingue
- Borsele
- Zuiderzee
- Alkmaar
- Leyde
- Reimerswaal
- Mook
- Lillo
- Zierikzee
- 1er Anvers
- 1er Bréda
- Gembloux
- Rijmenam
- 1er Deventer
- Maastricht
- 2e Bréda
- Açores
- 2e Anvers
- 3e Anvers
- Boksum
- Zutphen
- 1er Berg-op-Zoom
- Gravelines
- 3e Bréda
- 2e Deventer
- Groningue
- Huy
- 1er Groenlo1
- 2e Groenlo
- Turnhout
- Nieuport
- Ostende
- L'Écluse
- 3e Groenlo
- Saint-Vincent
- Gibraltar
- Saint-Vincent (1621)
- 2e Berg-op-Zoom
- 4e Bréda
- 4e Groenlo
- Matanzas
- Bois-le-Duc
- Abrolhos
- Slaak
- Maastricht
- 5e Bréda
- Cabañas
- Calloo
- Les Downs
- Saint-Vincent (1641)
- Hulst
- Cavite

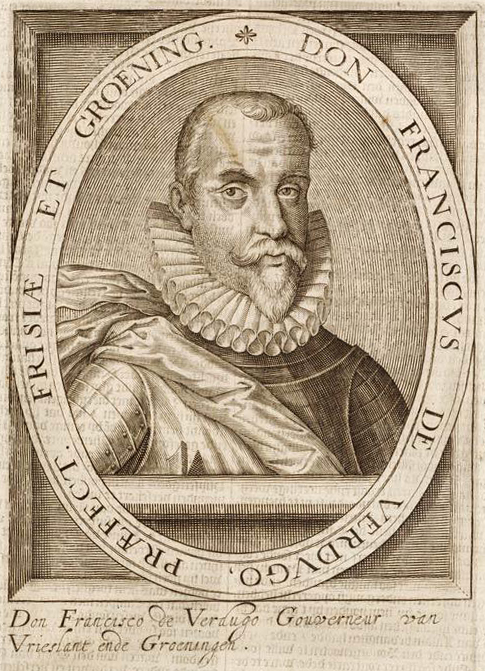
Francisco Verdugo

La bataille de Boksum a été livrée le 17 janvier 1586 durant la Guerre de Quatre-Vingts Ans entre les espagnols commandés par Francisco Verdugo et une armée rebelle hollandaise (composée en grande partie de Frisons) commandée par Steen Maltesen, un officier danois. Elle a vu une défaite des forces des Provinces-Unies,.

## La bataille
Le 13 janvier 1586, une armée espagnole d'environ 3 000 soldats et 700 cavaliers ont envahi la Frise. En l'absence de Guillaume-Louis de Nassau-Dillenbourg, un neveu de Guillaume d'Orange et stathouder de la Frise, le commandant espagnol Francisco Verdugo, qui était basé dans la province de Groningue, espérait reconquérir le territoire pour l'Espagne. En raison du temps de gel, les lacs de la Frise ne présentaient aucun obstacle à l'invasion et l'artillerie espagnole pouvait se déplacer facilement sur les routes glacées. Après le pillage d'une partie de la Frise, Verdugo a décidé de se retirer parce que le temps du dégel menaçait de le couper de sa base de Groningue. Pendant ce temps, les Frisons rassemblèrent une armée avec un noyau de soldats professionnels et un plus grand nombre de volontaires frisons. Maltesen avait décidé de se retrancher dans le village de Boksum. Dans la matinée du 17 janvier, la cavalerie espagnole sortant de la brume, a surpris les forces rebelles dans leurs retranchements à demi-achevés. Les rebelles ont paniqué et leur armée s'est désintégrée. Le bilan total de cette bataille est estimé à environ 1 000 morts. Les pertes espagnoles ont été très faibles. Comme la hausse des températures avait transformé les routes en marécages, les forces espagnoles ont finalement laissé tout leur butin et même ont abandonné certaines de leurs armes lourdes derrière eux.

## Source de la traduction
- (en) Cet article est partiellement ou en totalité issu de l’article de Wikipédia en anglais intitulé « Battle of Boksum » (voir la liste des auteurs).